# Prasinocyma signifera
Prasinocyma signifera là một loài bướm đêm trong họ Geometridae.